# Заяцько-Село
45°37′ пн. ш. 15°29′ сх. д. / 45.62° пн. ш. 15.48° сх. д.
Заяцько-Село (хорв. Zajačko Selo) — населений пункт у Хорватії, у Карловацькій жупанії у складі міста Озаль.

## Населення
Населення за даними перепису 2011 року становило 164 осіб.
Динаміка чисельності населення поселення: